# 5α-二氢孕酮
5α-二氢孕酮（5α-Dihydroprogesterone，缩写5α-DHP）也称为别孕烷二酮（allopregnanedione）或 5α-孕烷-3,20-二酮（5α-pregnane-3,20-dione）是一种内源性的孕激素和神经甾体，由孕酮合成，同时也是由孕酮合成别孕烷醇酮和异孕烷醇酮的代謝中間產物。